# Zdeněk Jarkovský
Zdeněk Jarkovský (3. října 1918, Nový Bydžov – 8. listopadu 1948, Lamanšský průliv) byl český a československý hokejový brankář.
S hokejem začínal ve svém rodišti, roku 1941 započal hrát za I. ČLTK Praha, kde se také v témže ročníku stal mistrem ligy. Za národní mužstvo nastoupil na Mistrovství světa 1947, které Čechoslováci vyhráli, a na Zimních olympijských hrách 1948, odkud si přivezl stříbrnou medaili. Jarkovský zemřel při letecké nehodě při letu československého reprezentačního mužstva z Paříže do Londýna nad Lamanšským průlivem. V roce 1968 byl vyznamenán titulem zasloužilý mistr sportu in memoriam.